# Smile Like You Mean It
Smile Like You Mean It (у преводу, Насмеши се стварно) је песма рок групе Килерс из Лас Вегаса. Песма се налази на њиховом деби албуму Hot Fuss. Песма је достигла #11 на британској топ-листи синглова, а #15 на Билбордовој америчкој листи модерног рока.
Песма се тиче прошле везе која можда није била у потпуности права.